# Chattanooga (Tennessee)
Chattanooga es una ciudad del estado estadounidense de Tennessee, y la sede del Condado de Hamilton. Situada al sureste del estado, cerca de la frontera con el estado de Georgia, es la cuarta más poblada –tras Memphis, Nashville y Knoxville–.

## Historia

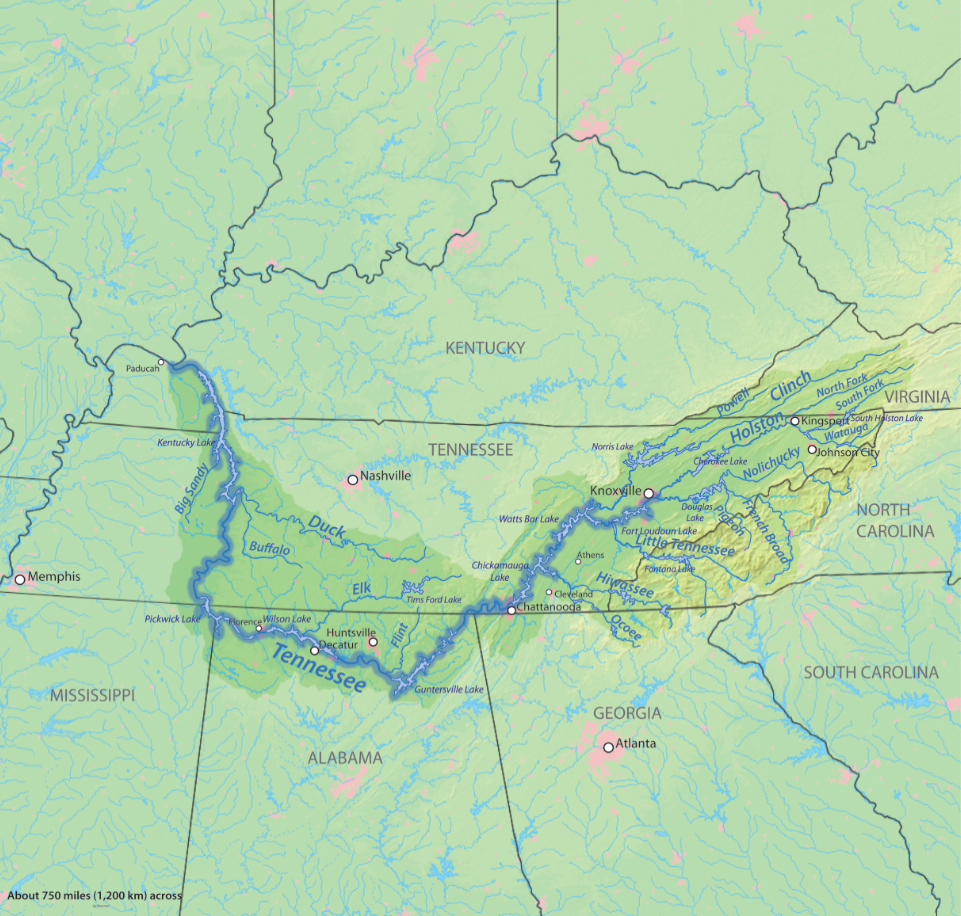
Mapa del río Tennessee en el que se ve Chattanooga en su curso medio-alto, junto a la frontera con Georgia

Los primeros habitantes del área de Chattanooga fueron indios nativos americanos, indígenas auténticos que se establecieron en el paleolítico superior. Ocuparon aquellos territorios en los periodos Arcaico, Woodland, Mississipiano, Muskogi y Cherokee. El nombre de 'Chattanooga' proviene del dialecto indígena muskogi cvto (chatta), que significa roca, y se puede referir a una montaña de las proximidades.
La ciudad es muy conocida gracias al tema de 1941 que interpretaba la Big Band de Glenn Miller, "Chattanooga Choo Choo". También se la conoce por ser la cuna de Bessie Smith, conocida como la "emperatriz del blues", fue la cantante de blues más popular de los años 20 y 30 y la más influyente en los cantantes que la siguieron y también de uno de los rostros más populares de Hollywood, Samuel L. Jackson y el gran músico y artista Usher.

## Geografía
La ciudad se encuentra situada en las coordenadas 35°2′58.92″N 85°18′34.2″O / 35.0497000, -85.309500, al sur del estado, junto a la frontera con Georgia. De acuerdo con la Oficina del Censo de los Estados Unidos, el área total de la ciudad es de 370,8 km², de los cuales 350,2 km² son de tierra y 20,6 km² de agua (el 5,56 %).  El río Tenesí circunda el centro histórico de la ciudad al noreste, norte, y poniente.

## Demografía
Según el censo del año 2000, había 155.554 habitantes en la ciudad, 65.499 viviendas y 39.626 familias. La densidad de población era de 444,2/km². El 59,71 % de la población era de raza blanca, el 36,06 % afroamericanos y el resto de otras etnias.

## Economía

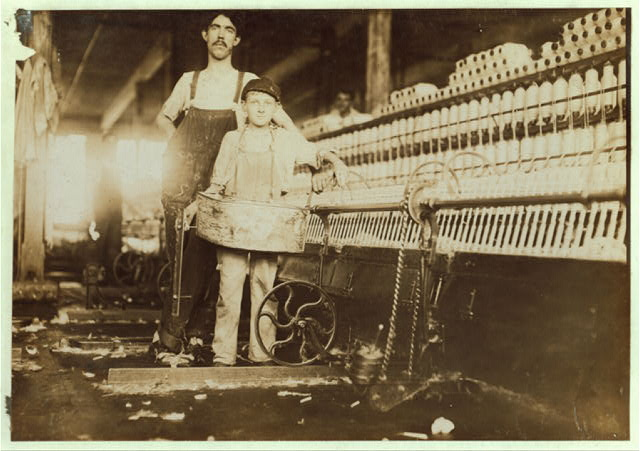
Niño trabajando en Richmond Spinning Mill en Chattanooga, 1910. Foto por Lewis Hine.

Empresas notables en la ciudad incluyen Access America Transport, BlueCross BlueShield of Tennessee, CBL & Associates, The Chattanooga Bakery, Chattem, the world's first Coca-Cola bottling plant, Coker Tire, U.S. Xpress Inc., Covenant Transport, Double Cola, CraftWorks Restaurants & Breweries, Luken Communications, Miller & Martin, la National Model Railroad Association, PepsiCo Reliance Partners, Republic Parking System, Rock/Creek, Tricycle Inc., y Unum.  La ciudad también alberga grandes sucursales de Cigna, AT&T, T-Mobile USA, and UBS.  McKee Foods Corporation, el fabricante de los pasteles Little Debbie, es una empresa familiar con oficinas en la cercana Collegedale, Tennessee.
En 2008, Volkswagen anunció la apertura de una fábrica en Chattanooga, inaugurada en 2011.

## Ciudades hermanadas
- Giv'atayim, Israel
- Hamm, Alemania
- Nizhny Tagil, Rusia
- Wuxi, China
- Gangneung, Corea del Sur
- Ascoli Piceno, Italia
- Swindon, Reino Unido